# Visconde de Monte São
Visconde de Monte São foi um título criado por decreto de 5 de Março de 1903, do rei D. Carlos I de Portugal, a favor de Manuel dos Santos Pereira Jardim, lente de Filosofia da Universidade de Coimbra e sogro do político regenerador Júlio Marques de Vilhena.
Usaram o título as seguintes pessoas:
1. Manuel dos Santos Pereira Jardim, 1.º visconde de Monte São;
2. Cipriano Leite Pereira Jardim, 2.º visconde de Monte São.